# Bison (roman)
Pour les articles homonymes, voir Bison (homonymie).
Bison est le vingt-quatrième roman de Patrick Grainville, publié aux éditions du Seuil le 2 janvier 2014.

## Historique
Vingt-six ans après L'Atelier du peintre, Bison est à nouveau l’occasion pour Patrick Grainville, par ailleurs auteur de nombreux textes consacrés à la peinture, de retrouver un personnage central de peintre. C’est en 1845 que George Catlin vient en France présenter ses toiles et des objets indiens au roi Louis-Philippe, il fascinera à la fois George Sand et Charles Baudelaire qui fera notamment un éloge enthousiaste de la symphonie du rouge et du vert dans ses tableaux. Reconstituant le séjour de George Catlin chez les Sioux, quelques années plus tôt, Patrick Grainville relaie cette fascination pour son œuvre et ses modèles, les Indiens des Plaines, qu’il a contribué à préserver de l’oubli.

## Résumé
En 1831, George Catlin décide de rompre avec son milieu bourgeois, son confort, pour partir faire le tour des tribus afin de sauver la mémoire des Indiens dont il pressent la disparition. L’action se déroule une trentaine d’années avant la conquête de l'Ouest et l’invasion blanche. George Catlin s’installe parmi les Sioux et devient l’observateur privilégié de leurs rites, la chasse au bison, la Danse du Soleil, la guerre avec les Crows, etc. Il rencontre entre autres Aigle Rouge, leur chef et fier guerrier, Elan Noir, son frère d’armes, en proie à des humeurs sombres et changeantes, Genou Boiteux, l’impressionnant pisteur, Louve Blanche, une prisonnière crow, femme artiste, rebelle et amoureuse, Oiseau Deux Couleurs, le chamane ambigu, et Cuisses, l’étonnante squaw qui lui sauve la vie. George Catlin peint sans cesse et est obsédé par la collecte d’objets qu’il destine à « son grand musée indien promis à la postérité ». Jusqu’au jour où Louve Blanche décide de s’échapper...

## Réception critique
Jugé « envoûtant » et « magnifique », Bison est considéré comme l’un des romans phares de la rentrée littéraire d’hiver 2014 et reçoit un excellent accueil, à l’instar des grands succès de l’auteur. Le style de Patrick Grainville, « maître es épopées », y est perçu comme apaisé, pudique et respectueux, tout à son sujet (le crépuscule d’une civilisation), à travers le témoignage de « George Catlin, dont il saisit à son tour l’humanité, la réalité. »
Bison a reçu le Grand prix Palatine du roman historique le 8 avril 2014 et le Prix Littéraire des Lycéens de la Ville de Caen le 7 avril 2015.

## Éditions
- Bison, éditions du Seuil, 2014  (ISBN 2021138895).